# Santhia
Santhia è un sottodistretto (upazila) del Bangladesh situato nel distretto di Pabna, divisione di Rajshahi. Si estende su una superficie di 331,56 km² e conta una popolazione di 283.463 abitanti (dato censimento 1991).